# Resolució 1795 del Consell de Seguretat de les Nacions Unides
La Resolució 1795 del Consell de Seguretat de les Nacions Unides fou adoptada per unanimitat el 15 de gener de 2008. Després de reafirmar les resolucions anteriors sobre Costa d'Ivori, el Consell va prorrogar els mandats de l'Operació de les Nacions Unides a Costa d'Ivori (UNOCI) i de les forces franceses que la recolzen fins al 30 de juliol de 2008, per tal de donar suport als esforços del país per organitzar eleccions lliures i imparcials.

## Detalls
Actuant en virtut del Capítol VII de la Carta de les Nacions Unides, el Consell va ampliar la missió per ajudar les parts de Costa d'Ivori a aplicar els Acords complementaris signats recentment pel president Laurent Gbagbo i el primer ministre Guillaume Soro, i completar les tasques pendents en virtut de l'acord de Ouagadougou, inclosa la celebració d'eleccions presidencials per a juny de 2008
El Consell convida a les parts de Costa d'Ivori a aplicar els Acords complementaris i l'acord polític de Ouagadougou "plenament, de bona fe i dins del marc de temps modificat que s'estableix en aquests Acords, el que requerirà a les parts de Côte d'Ivoire redoblar els seus esforços i encoratjar els acords internacionals comunitat per donar suport continuat a aquest efecte".
L'acord de Ouagadougou, capital de la veïna Burkina Faso, del passat mes de març, detalla una sèrie de mesures per fer front a la crisi que va dividir per primera vegada Costa d'Ivori l'any 2002 entre el sud controlat pel i el nord, ocupat per les Forces Nouvelles rebels. Aquestes mesures incloïen la creació d'un nou govern de transició; fusionant les Forces Nouvelles i les forces de seguretat nacional i de seguretat mitjançant l'establiment d'un centre de comandament integrat; i substituint l'anomenada zona de confiança que separa el nord i el sud amb una "línia verda", que serà supervisada per la UNOCI.
El Consell manifesta la seva intenció de revisar el 30 de juliol de 2008 els mandats de la UNOCI i de les forces franceses, així com el nivell de tropes de la UNOCI "a la llum dels avenços aconseguits en la implementació dels passos clau del procés de pau". Demana al Secretari General Ban Ki-moon que proporcioni al Consell un informe sobre aquests passos clau tres setmanes abans de la data límit de la revisió.
El Consell també va demanar al Secretari General que el mantingués informat periòdicament, en particular sobre els preparatius del procés electoral, inclòs el registre dels votants i que proporcionés un informe al respecte a tot tardar el 15 d'abril de 2008. També va acollir amb beneplàcit l'establiment per UNOCI d'una cel·la de suport a la certificació per ajudar al Representant Especial a complir aquesta tasca 